# Retrato de Teresa
Pour plus de détails, voir Fiche technique et Distribution.
Retrato de Teresa (en français : Portrait de Teresa) est un film cubain réalisé par Pastor Vega et sorti en 1979.

## Synopsis
La Havane, à la fin des années 1970. Teresa, mère de trois enfants, est chef d'équipe dans une usine textile. Elle est également déléguée syndicale et médiatrice culturelle. Ses multiples responsabilités sont difficilement conciliables avec une vie de famille traditionnelle. Elle doit donc affronter les récriminations incessantes de son époux. Or, un jour, à la suite d'une violente  querelle conjugale - elle découvre aussi que son mari la trompe -, Teresa refuse de se soumettre et décide de mettre fin à cette situation.

## Fiche technique
- Titre du film : Retrato de Teresa (Portrait de Teresa)
- Réalisation : Pastor Vega
- Scénario : Ambrosio Fornet, P. Vega
- Photographie : Livio Delgado - Couleurs
- Montage : Mirita Lores
- Musique : Carlos Fariñas
- Production : Evelio Delgado (ICAIC)
- Pays d'origine :  Cuba
- Langue : Espagnol
- Durée : 103 minutes
- Sortie : 1979

## Distribution
- Daisy Granados : Teresa
- Adolfo Llauradó : Ramón
- Alina Sánchez
- Raúl Pomares
- Eloísa Álvarez Guedes
- Idalia Anreus
- Miguel Benavides
- Samuel Claxton
- Elsa Gay
- Germán Pinelli

## Récompense
- Prix d'interprétation féminine pour Daisy Granados au 11e festival international du film de Moscou 1979

## Commentaire
- « 500 000 spectateurs en moins de deux mois, un nombre considérable d'articles dans la presse, de nombreuses discussions sur le couple confirment Retrato de Teresa comme le film le plus polémique de tout le cinéma cubain », constate, à l'époque, le critique cubain Alejandro González Acosta[1].
- Selon Antxon Salvador Castiella, « les personnages de Retrato de Teresa ont une âme et s'expriment au travers de dialogues bien construits qui donnent de l'élan à l'intrigue sans en être les otages. [...] Le ton réaliste du film imprègne la longue et magnifique séquence où, comme tous les jours, Teresa est la première à se lever [...]. »[2]
- « Portrait de Teresa n'est pas un film sur les victimes et les bourreaux. Teresa, tout comme Rámon, est un personnage engagé dans un processus de recherche. Tous les deux se confrontent à leurs propres limites et préjugés et essaient de trouver une réponse nouvelle à des situations historiquement dépassées et dont la survivance paraît anachronique. [...] Teresa propose l'authenticité. [...] en exigeant de Rámon une réponse définitive par rapport à une double moralité, (elle) oblige quiconque prétend rompre avec le conformisme et l'hypocrisie, à un auto-questionnement et à une plus grande sincérité face à soi-même », analyse González Acosta[3].
- Ambrosio Fornet, scénariste du film, confirme : « Il nous semblait important que Rámon soit un homme sympathique et même compréhensif, et que Teresa soit une femme avec ses défauts, ses erreurs, non pas la grande victime. Envisager le thème d'une façon différente, nous aurait fait chuter dans cette attitude paternaliste que nous prétendions condamner, et, d'autre part, faire de la propagande et non de l'art, selon la fine observation de Gramsci. C'est ainsi que nous avons décidé d'aborder franchement le problème de la duplicité morale. »[4]
- L'interprétation pleine de verve de Daisy Granados - épouse du réalisateur - reçut, à l'époque, de nombreux accessits. « Dans le dernier portrait, le plan qui conclut l'histoire, Teresa/Daisy Granados est une nouvelle femme. Elle marche dans une rue pleine de gens, tandis que son mari la cherche à travers la foule. Libérée, elle a établi la nouvelle règle du jeu entre hommes et femmes : l'égalité. »[2]